# Frat Party at the Pankake Festival
Frat Party at the Pankake Festival è il primo album video del gruppo musicale statunitense Linkin Park, pubblicato il 20 novembre 2001 dalla Warner Bros. Records.

## Descrizione
Contiene un documentario sulla nascita e lo sviluppo del gruppo, soffermandosi prevalentemente sui vari concerti tenuti dal gruppo tra il 2000 e il 2001 con i relativi dietro le quinte. Sono presenti inoltre i video di tutti i singoli estratti da Hybrid Theory con l'aggiunta di quelli per Points of Authority e per Cure for the Itch. Tra i contenuti extra, da segnalare My December, High Voltage e una versione country di Crawling.
Nel 2020 il video è stato incluso tra i contenuti dell'edizione super deluxe di Hybrid Theory (20th Anniversary Edition).

## Tracce
1. Intro – 1:51
2. Papercut – 3:12
3. Beginnings – 5:24
4. Points of Authority – 3:30
5. The Live Show – 3:17
6. "Crawling" Video Shoot – 1:21
7. Crawling – 3:35
8. Touring – 9:28
9. Cure for the Itch – 0:54
10. The Band – 7:56
11. One Step Closer – 2:55
12. The Future – 2:43
13. In the End – 3:36
14. End – 0:16

Contenuti speciali
1. Making of In the End Video – 12:42
2. Crawling Live Music Video with Multiangles – 4:07
3. Mike and Joe's Art Piece – 1:35
4. Chester's Tattoos – 1:23
5. Crawling Bryson Bluegrass Version – 4:06 – audio
6. High Voltage – 3:45 – audio
7. My December – 4:23 – audio
8. Weblink

Contenuti nascosti
1. Esaul (Demo 1999)
2. One Step Farther – 2:57 – video di One Step Closer con l'audio al contrario
3. One Step Closer (The Humble Brothers Remix) – audio
4. Points of Authority (Alternate Video) – 3:33
5. Linkin Park TV – 12:23

## Formazione
- Chester Bennington – voce
- Mike Shinoda – rapping, voce, chitarra
- Brad Delson – chitarra
- Phoenix – basso
- Rob Bourdon – batteria
- Joe Hahn – giradischi, campionatore